# Uriel Trocki
Uriel Trocki (in ebraico אוריאל טרוצקי‎?; Montevideo, 28 novembre 1996) è un cestista uruguaiano con cittadinanza israeliana.

## Palmarès
- FIBA Europe Cup: 1

Ironi Nes Ziona: 2020-21